# Campeonato Acreano
El Campeonato Acreano es el campeonato de fútbol estadual del estado de Acre en el Norte de Brasil. El torneo es organizado por la Federação de Futebol do Estado do Acre y adoptó el profesionalismo en el año 1989.

## Campeones

### Fase Amateur

#### Campeonato Riobranquense de Futebol[1]
| Temporada | Campeón    | Subcampeón |
| --------- | ---------- | ---------- |
| 1919      | Rio Branco | Ypiranga   |
| 1920      | Ypiranga   | Rio Branco |

#### Liga Acreana de Esportes Terrestres - LAET
| Temporada   | Campeón          | Subcampeón       |
| ----------- | ---------------- | ---------------- |
| 1921        | Rio Branco       | Acreano          |
| 1922 a 1927 | No hubo certamen | No hubo certamen |
| 1928        | Rio Branco       | Ypiranga         |
| 1929        | Rio Branco       |                  |
| 1930        | A.A. Militar     | A.A. Acreana     |
| 1931 a 1934 | No hubo certamen | No hubo certamen |
| 1935        | Rio Branco       | América          |
| 1936        | Rio Branco       | América          |
| 1937        | Rio Branco       | América          |
| 1938        | Rio Branco       | Militar          |
| 1939        | Rio Branco       | Comercial        |
| 1940        | Rio Branco       | desconocido      |
| 1941        | Rio Branco       | desconocido      |
| 1942        | Duque de Caxias  | Rio Branco       |
| 1943        | Rio Branco       | desconocido      |
| 1944        | Rio Branco       | desconocido      |
| 1945        | Rio Branco       | desconocido      |
| 1946        | Rio Branco       | América          |

#### Federação Acreana de Desportos - FAD
| Temporada       | Campeón          | Subcampeón       |
| --------------- | ---------------- | ---------------- |
| 1947            | Rio Branco       | Fortaleza        |
| 1948            | América          | Rio Branco       |
| 1949            | América          | Rio Branco       |
| 1950            | Rio Branco       | Independência    |
| 1951            | Rio Branco       | Independência    |
| 1952            | Atlético Acreano | Rio Branco       |
| 1953            | Atlético Acreano | América          |
| 1954            | Independência    | Rio Branco       |
| 1955            | Rio Branco       | Independência    |
| 1956            | Rio Branco       | Independência    |
| 1957            | Rio Branco       | Independência    |
| 1958            | Independência    | Rio Branco       |
| 1959            | Independência    | Rio Branco       |
| 1960            | Rio Branco       | Independência    |
| 1961            | Rio Branco       | Atlético Acreano |
| 1962 Território | Atlético Acreano | Rio Branco       |
| 1962 Estado     | Rio Branco       | Atlético Acreano |
| 1963            | Independência    | Vasco da Gama    |
| 1964            | Rio Branco       | Vasco da Gama    |
| 1965            | Vasco da Gama    | Rio Branco       |
| 1966            | Juventus         | Independência    |
| 1967            | Grêmio Sampaio   | Vasco da Gama    |
| 1968            | Atlético Acreano | Juventus         |
| 1969            | Juventus         | Independência    |
| 1970            | Independência    | Juventus         |
| 1971            | Rio Branco       | Independência    |
| 1972            | Independência    | Juventus         |
| 1973            | Rio Branco       | Internacional    |
| 1974            | Independência    | Rio Branco       |
| 1975            | Juventus         | Rio Branco       |
| 1976            | Juventus         | Atlético Acreano |
| 1977            | Rio Branco       | Atlético Acreano |
| 1978            | Juventus         | Rio Branco       |
| 1979            | Rio Branco       | Juventus         |
| 1980            | Juventus         | Independência    |
| 1981            | Juventus         | Atlético Acreano |
| 1982            | Juventus         | Independência    |
| 1983            | Rio Branco       | Atlético Acreano |
| 1984            | Juventus         | Independência    |
| 1985            | Independência    | Juventus         |
| 1986            | Rio Branco       | Juventus         |
| 1987            | Atlético Acreano | Juventus         |
| 1988            | Independência    | Rio Branco       |

### Fase Profesional
| Temporada | Campeón           | Subcampeón        |
| --------- | ----------------- | ----------------- |
| 1989      | Juventus          | Atlético Acreano  |
| 1990      | Juventus          | Rio Branco        |
| 1991      | Atlético Acreano  | Juventus          |
| 1992      | Rio Branco        | Independência     |
| 1993      | Independência     | ADESG             |
| 1994      | Rio Branco        | Juventus          |
| 1995      | Juventus          | Rio Branco        |
| 1996      | Juventus          | Rio Branco        |
| 1997      | Rio Branco        | Independência     |
| 1998      | Independência     | Rio Branco        |
| 1999      | Vasco da Gama     | Independência     |
| 2000      | Rio Branco        | Independência     |
| 2001      | Vasco da Gama     | Rio Branco        |
| 2002      | Rio Branco        | Vasco da Gama     |
| 2003      | Rio Branco        | Vasco da Gama     |
| 2004      | Rio Branco        | Juventus          |
| 2005      | Rio Branco        | ADESG             |
| 2006      | ADESG             | Rio Branco        |
| 2007      | Rio Branco        | Andirá            |
| 2008      | Rio Branco        | Juventus          |
| 2009      | Juventus          | Rio Branco        |
| 2010      | Rio Branco        | Náuas             |
| 2011      | Rio Branco        | Plácido de Castro |
| 2012      | Rio Branco        | Atlético Acreano  |
| 2013      | Plácido de Castro | Rio Branco        |
| 2014      | Rio Branco        | Atlético Acreano  |
| 2015      | Rio Branco        | Galvez            |
| 2016      | Atlético Acreano  | Rio Branco        |
| 2017      | Atlético Acreano  | Rio Branco        |
| 2018      | Rio Branco        | Galvez            |
| 2019      | Atlético Acreano  | Galvez            |
| 2020      | Gálvez            | Rio Branco        |
| 2021      | Rio Branco        | Humaitá           |
| 2022      | Humaitá           | São Francisco     |
| 2023      | Rio Branco        | Humaitá           |
| 2024      | Independência     | Humaitá           |
| 2025      | Independência     | Galvez            |

## Títulos por club
| Club                   | Campeón | Años de Títulos | Vice | Años de Vice |
| ---------------------- | ------- | --- | ---- | --- |
| Rio Branco             | 49      | 1919, 1921, 1928, 1929, 1935, 1936, 1937, 1938, 1939, 1940, 1941, 1943, 1944, 1945, 1946, 1947, 1950, 1951, 1955, 1956, 1957, 1960, 1961, 1962*, 1964, 1971, 1973, 1977, 1979, 1983, 1986, 1992, 1994, 1997, 2000, 2002, 2003, 2004, 2005, 2007, 2008, 2010, 2011, 2012, 2014, 2015, 2018, 2021, 2023 | 25   | 1920, 1942, 1948, 1949, 1952, 1954, 1958, 1959, 1962*, 1965, 1974, 1975, 1978, 1988, 1989, 1995, 1996, 1998, 2001, 2006, 2009, 2013, 2016, 2017, 2020 |
| Juventus               | 14      | 1966, 1969, 1975, 1976, 1978, 1980, 1981, 1982, 1984, 1989, 1990, 1995, 1996, 2009 | 11   | 1968, 1970, 1972, 1979, 1985, 1986, 1987, 1991, 1994, 2004, 2008                                                                                      |
| Independência          | 13      | 1954, 1958, 1959, 1963, 1970, 1972, 1974, 1985, 1988, 1993, 1998, 2024, 2025 | 16   | 1950, 1951, 1955, 1956, 1957, 1960, 1966, 1969, 1971, 1980, 1982, 1984, 1992, 1997, 1999, 2000                                                        |
| Atlético Acreano       | 9       | 1952, 1953, 1962*, 1968, 1987, 1991, 2016, 2017, 2019 | 9    | 1961, 1962*, 1976, 1977, 1981, 1983, 1990, 2012, 2014                                                                                                 |
| Vasco da Gama          | 3       | 1965, 1999, 2001 | 5    | 1963, 1964, 1967, 2002, 2003 |
| América                | 2       | 1948, 1949 | 5    | 1935, 1936, 1937, 1946, 1953 |
| Galvez                 | 1       | 2020 | 4    | 2015, 2018, 2019, 2025 |
| Humaitá                | 1       | 2022 | 3    | 2021, 2023, 2024 |
| Ypiranga               | 1       | 1920 | 2    | 1919, 1928 |
| ADESG Senador Guiomard | 1       | 2006 | 2    | 1993, 2005 |
| Plácido de Castro      | 1       | 2013 | 1    | 2011 |
| A.A. Militar           | 1       | 1930 | –    | ----- |
| Duque de Caxias        | 1       | 1942 | –    | ----- |
| Grêmio Sampaio         | 1       | 1967 | –    | ----- |
| Fortaleza              | –       | ----- | 1    | 1947 |
| Internacional          | –       | ----- | 1    | 1973 |
| Andirá                 | –       | ----- | 1    | 2007 |
| Náuas                  | –       | ----- | 1    | 2010 |
| São Francisco          | –       | ----- | 1    | 2022 |

## Ranking Nacional de Federaciones
Los cupos para la Copa Verde, Copa de Brasil y Campeonato Brasileño de Serie D se asignan a través del Campeonato Acriano.
El Estado de Acre ocupa actualmente el puesto 18 en el Ranking Nacional de Federaciones (RNF) de la Confederación Brasileña de Fútbol (CBF), entre las 27 unidades federativas en Brasil. Esta posición le permite a la Federación de Fútbol del Estado de Acre distribuir dos cupos para la Copa de Brasil, dos cupos para la Copa Verde y dos cupos para la Serie D del Campeonato Brasileño. Los datos de RNF son de diciembre de 2019.